# Nina Agadjanova-Choutko
Nina Agadzhanova-Choutko, née le 27 octobre 1889 (8 novembre 1889 dans le calendrier grégorien) à Krasnodar (Empire russe) et morte le 14 décembre 1974, est une réalisatrice et scénariste soviétique.
Elle est surtout connue pour avoir écrit L'Année 1905, le scénario original à partir duquel Le Cuirassé Potemkine a été créé.

## Biographie

### Travail politique
Nina Agadzhanova rejoint pour la première fois la faction bolchevique du Parti travailliste social-démocrate russe (qui deviendra plus tard le PCUS) en 1907 alors qu'elle étudiait la philosophie et l'histoire à l'université d'Ekaterinodar,,. De 1907 à 1914, il a mené un travail illégal pour le parti, contribuant à créer des réseaux bolcheviques entre Voronej, Orel, Moscou, Iranovo-Voznessensk et Saint-Pétersbourg,,. De 1914 à 1915, Agadzhanova est membre du comité de Vyborg du parti bolchevique du soviet de Petrograd. Pendant cette période, elle exerce également les fonctions de secrétaire exécutive de Rabotnitsa (La Travailleuse), un périodique consacré aux questions des travailleuses,,. On estime qu'Agadzhanova a été arrêtée cinq fois au total et exilée deux fois pendant qu'elle travaillait comme révolutionnaire bolchevique avant la révolution russe en 1917,,.
Nina Agadzhanova a participé activement aux révolutions de Février et d'Octobre 1917,,,. Après la révolution, elle est enrôlée pour participer à une mission de propagande clandestine parmi les forces de la Garde blanche à Novorossiysk et Rostov-sur-le-Don,,. Elle écrit ensuite un scénario basé sur ses expériences lors de la mission intitulée In The White Roses,,. En 1919, elle est membre du comité clandestin de la région du Don du PCUS, jusqu'à ce qu'elle soit enrôlée pour devenir secrétaire exécutive du Comité militaire révolutionnaire de Biélorussie en 1920,,. De 1921 à 1922, elle est enrôlée pour travailler à l'ambassade soviétique à Prague.

### Travail au cinéma
Nina Agadzhanova a commencé à travailler comme scénariste en 1924 sur la suggestion de son mari Kirill Choutko, un haut fonctionnaire culturel soviétique,,,. Elle écrit son premier scénario la même année, intitulé In The White Roses, un récit semi-autobiographique de son infiltration dans la Garde blanche à Novorossiïsk et Rostov-sur-le-Don, le scénario est commandé pour la production au printemps 1925 et est co-réalisé par Boris Chaikovskii et Olga Rakhmanova,,.

#### L'Année 1905etLe Cuirassé Potemkine
Le 17 mars 1925, Nina Agadzhanova est engagée pour écrire un scénario par une commission gouvernementale créée pour commémorer le 20e anniversaire de la révolution de 1905,,,,,. Le comité est dirigé par Anatoli Lounatcharski, le commissaire du peuple soviétique aux Lumières, et les membres du comité comprenaient l'ami proche d'Agadznahova, Kasimir Malevitch, ainsi que son mari Kirill Choutko,. Agadzhanova devait écrire un traitement, qui a ensuite été confié au cinéaste Sergueï Eisenstein pour être développé en collaboration sous forme de scénario par Nina, Sergei et Valeryan Pletinov,,. Pletinov a ensuite abandonné le projet en raison d'un conflit sur le crédit d'écriture lors de sa précédente collaboration avec Eisenstein sur La Grève. Cela a laissé Nina et Eisenstein rédiger le scénario ensemble au printemps et à l'été 1925 dans la datcha de Nina et de son mari à Nemchinovka, dans la banlieue de Moscou,,,.
Initialement, L'Année 1905 est conçue comme une couverture de plusieurs événements de 1905 dont : la guerre russo-japonaise ; le massacre du dimanche sanglant ; les soulèvements populaires survenus dans les zones rurales et urbaines du pays ; la grève générale et la réaction de l’État russe ; une mutinerie sur le cuirassé russe Potemkine ; pogroms contre-révolutionnaires et anti-juifs ; et le développement d'un mouvement de résistance ouvrière à Krasnaya Presnya,,,,.
Même si Agadzhanova et Eisenstein entretenaient une relation de travail positive, il y avait un certain degré de conflit créatif sur le scénario,,. Agandzhanova conteste le désir d'Eisenstein d'insérer des événements fictifs dans le scénario, notamment une grève générale des sauveteurs, des peintres d'icônes et des femmes de chambre,. Alors qu'Eisenstein est enfant lors des événements de 1905, Agadzhanova, de dix ans son aînée, avait participé aux soulèvements d'Ekaterinodar lorsqu'elle était adolescente et avait rejoint les bolcheviks en 1907,,,,,,. Nina Agadzhanova n'est pas d'accord avec le désir d'Eisenstein de prendre de telles libertés créatives dans sa reconstitution des événements de 1905, et Eisenstein a accepté de renoncer à incorporer ses idées les plus excentriques dans le scénario,,. Dans un essai écrit en 1945 pour une collection célébrant le vingtième anniversaire du Cuirassé Potemkine, Eisenstein écrit : « [Nina] était la première civile bolchevique que j'ai rencontrée – tous les autres avaient siégé dans des comités militaires ou étaient des « cadres supérieurs ».... Elle est tout simplement un être humain... Elle m'a inculqué un véritable sens du passé historique révolutionnaire ».
En raison de contraintes de temps et de problèmes de budget, seul un chapitre de L'Année 1905 est tourné par Eisenstein et son équipe. Eisenstein a choisi de se concentrer sur la mutinerie du cuirassé russe Potemkine. Le cinéaste s'est également considérablement éloigné du scénario original pendant la production, développant la désormais célèbre séquence des marches d'Odessa pendant le tournage,,,,. Le film est créé le 1er décembre 1925 sous le titre Le Cuirassé Potemkine. Malgré ce détournement du scénario, Agadzhanova s'est finalement montrée très enthousiasmée par le film, disant à Eisenstein dans une lettre écrite après la première du film que le directeur de la photographie Édouard Tissé « n'est pas un caméraman, c'est un dieu »,,.

#### Projets aprèsL'Année 1905
Une partie inutilisée de L'Année 1905 développée principalement par Agadznahova est utilisée pour un autre film anniversaire intitulé Krasnaia Presnaia. Réalisé par Abram Room et Leo Mur, le film fait la chronique d'un soulèvement ouvrier armé à Moscou,,,. En 1929, Nina Agadzhanova co-écrit avec Lev Koulechov le scénario de Deux-Bouldi-Deux. Koulechov devait réaliser le film, mais perd tout intérêt pour le projet une fois que les nouveaux tournages sont commandés. Nina Agadznahova prend la direction des nouveaux tournages, gagnant un crédit de co-réalisateur sur le film,. En 1933, Agadznahova co-écrit Le Déserteur aux côtés d'Alexandre Lazebnikov et M. Krasnostavsky. Le film est réalisé par Vsevolod Poudovkine,,. Elle collabore avec Poudovkine sur un autre projet en 1934 intitulé The Intervention, mais ce film n'est pas produit. Entre 1930 et 1936, Nina Agadshanova travaille comme consultante en scénario aux studios Mezhrabpomfilm à Moscou,,. En 1945, elle commence à enseigner l'écriture de scénarios à l'Institut cinématographique de l'État de l'Union, où elle travaille pendant plusieurs années,,.

## Filmographie
| Année | Titre                                                                                            | Crédit                          | Remarques                                                                                |
| ----- | ------------------------------------------------------------------------------------------------ | ------------------------------- | ---------------------------------------------------------------------------------------- |
| 1925  | V tylu u byelykh (В тылу у белых) (litt. À l'arrière des Blancs ou Derrière les lignes blanches) | Scénariste                      | Réalisé par Boris Chaikovskii et Olga Rakhmanova.                                        |
| 1925  | Le Cuirassé Potemkine                                                                            | Co-scénariste                   | D'après un extrait du scénario L'Année 1905                                              |
| 1926  | Krasnaïa Presnaïa                                                                                | Scénariste                      | D'après un extrait du scénario L'Année 1905 Réalisé par Abram Room et Leo Mur.           |
| 1929  | Deux-Bouldi-Deux                                                                                 | Co-scénariste et co-réalisateur | Co-réalisé et co-écrit par Lev Koulechov.                                                |
| 1929  | Le marin Ivan Gallai                                                                             | Scénariste                      | Réalisé par Matrol Ivan Gallais.                                                         |
| 1933  | Le Déserteur                                                                                     | Co-scénariste                   | Co-écrit avec M. Krasnostavsky et Aleksandr Lazebnikov. Réalisé par Vsevolod Poudovkine. |